# 保罗·比德尔曼
保罗·比德尔曼（德語：Paul Biedermann，1986年8月7日—）是一位德国游泳运动员，出生于哈雷。他是现200米自由泳和400米自由泳世界纪录保持者。
他在2009年世界游泳锦标赛上取得突破，以破世界纪录的成绩接连夺得400米自由泳和200米自由泳冠军，击败了迈克尔·菲尔普斯等一众好手。

## 个人纪录
- 200米自由泳 1:42.00（世界纪录）
- 400米自由泳 3:40.07（世界纪录）